# Серле
Сѐрле (на италиански: Serle) е малко градче и община в Северна Италия, провинция Бреша, регион Ломбардия. Разположено е на 493 m надморска височина. Населението на общината е 3085 души (към 2013 г.).